# لاو کوش
لاو کوش (به هندی: Lav Kush) فیلمی هندی محصول سال ۱۹۹۷ و به کارگردانی وی. مادوسودهانا رائو است. در این فیلم بازیگرانی همچون جیتندرا، جایا پرادا، دارا سینگ، پران، تیکو تالسانیا، بینا بانرجی و آریونا ایرانی ایفای نقش کرده‌اند.